# Летние Сурдлимпийские игры 1997
XVIII Всемирные игры глухих прошли в столице Дании, городе Копенгаген. Игры проводились с 13 по 26 июля 1997 года, участие в них приняли 2028 спортсменов из 65 стран.

## Виды спорта
Программа XVIII Всемирных игр глухих включала 16 спортивных дисциплин (11 из которых индивидуальные, 5 — командные).

### Индивидуальные
- Лёгкая атлетика
- Марафон
- Бадминтон
- Боулинг
- Спортивное ориентирование
- Велоспорт
- Плавание
- Вольная борьба
- Настольный теннис
- Теннис
- Пулевая стрельба

### Командные
- Баскетбол
- Футбол
- Гандбол
- Волейбол
- Водное поло

## Страны-участницы
В XVIII Всемирных играх глухих приняли участие спортсмены из 65 государств:
- Австралия
- Австрия
- Азербайджан
- Алжир
- Аргентина
- Бангладеш
- Беларусь
- Бельгия
- Болгария
- Бразилия
- Великобритания
- Венгрия
- Венесуэла
- Германия
- Гонконг
- Греция
- Грузия
- Дания
- Зимбабве
- Израиль
- Индия
- Иран
- Ирландия
- Исландия
- Испания
- Италия
- Казахстан
- Канада
- Кения
- Кипр
- Китайский Тайбэй
- Китай
- Республика Корея
- Куба
- Кувейт
- Латвия
- Литва
- Малайзия
- Македония
- Мексика

- Молдова
- Монголия
- Нидерланды
- Новая Зеландия
- Норвегия
- Пакистан
- Польша
- Португалия
- Россия
- Румыния

- Словакия
- Словения
- США
- Турция
- Уганда
- Узбекистан
- Украина
- Финляндия
- Франция
- Хорватия

- Чехия
- Швейцария
- Швеция
- Эстония
- ЮАР
- Япония